# معاون رئیس‌جمهور (مجموعه تلویزیونی)
معاون رئیس‌جمهور یا ویپ مجموعه تلویزیونی کمدی، طنز سیاسی آمریکایی با بازی جولیا لوئیس-دریفوس است که از ۲۲ مارس ۲۰۱۲ از شبکه HBO پخش می‌شود. این مجموعه توسط آرماندو ایانوچی با اقتباس از مجموعه سیتکام بریتانیایی با نام The Thick of It ساخته شده‌است.
ویپ داستان غیرواقعی سلینا مایر معاون رئیس‌جمهور و پس از آن رئیس‌جمهور ایالات متحده است. این مجموعه شرح حال مایر و تیم اوست که در تلاش برای ایجاد تغییرات و برجا گذاشتن میراث ماندگار در جایگاه ریاست جمهوری آمریکا هستند بدون اینکه در بازی‌های سیاسی روزانه واشینگتن، دی.سی. زمینگیر شوند.
فصل پنجم مجموعه ویپ در ژوئن ۲۰۱۶ به پایان رسید.فصل ششم در سال ۲۰۱۷ پخش خواهد شد.